# Наварро, Нестор Уго
Нестор Уго Наварро (исп. Néstor Hugo Navarro; 26 марта 1934 год, Кабильдо, Аргентина) — католический прелат, второй епископ Альто-Валье-дель-Рио-Негро с 19 марта 2003 года по 10 февраля 2010 года.

## Биография
Родился 26 марта 1934 года в селении Кабильдо, Аргентина. 21 декабря 1968 года был рукоположён в священники для служения в архиепархии Баия-Бланки.
15 апреля 1998 года Папа Римский Иоанн Павел II назначил его вспомогательным епископом архиепархии Баия-Бланки и титулярным епископом Ротдона. 1 июня 1998 года в соборе Пресвятой Девы Марии Милосердия в городе Баия-Бланка состоялось его рукоположение в епископы, которое совершил архиепископ Баия-Бланки Ромуло Гарсия в сослужении с архиепископом-эмеритом Баия-Бланки Хорхе Майером и епископом Мар-дель-Платы Хосе Марией Аранседо.
19 марта 2003 года Римский папа Иоанн Павел II назначил его епископом Альто-Валье-дель-Рио-Негро.
10 февраля 2010 года подал в отставку.